# Revolutionsrat (Thailand)
Der Revolutionsrat (thailändisch คณะปฏิวัติ, RTGS Khana Patiwat; manchmal auch als „Revolutionäre Partei“ oder „Revolutionsgruppe“ übersetzt) war eine Organisation in Thailand, der sich Feldmarschall Sarit Thanarat nach seiner Machtergreifung 1957/58 bediente.

## Revolutionsrat nach dem Putsch 1957

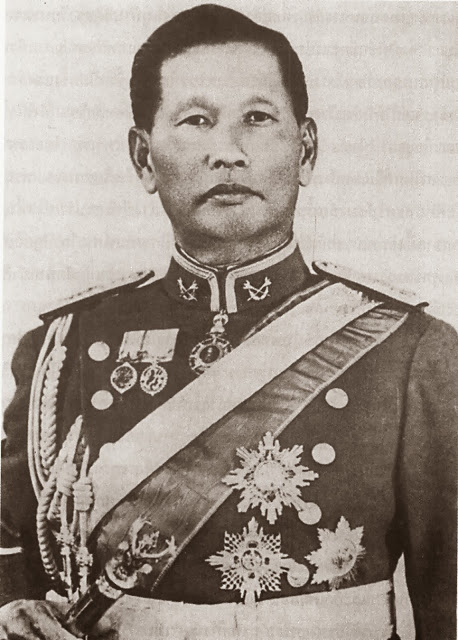
Feldmarschall Sarit Thanarat

Einen ersten Revolutionsrat bildete Feldmarschall Sarit Thanarat während seines Putsches gegen den bis dahin regierenden Feldmarschall Plaek Phibunsongkhram im September 1957. Dieser Staatsstreich hatte die ausdrückliche Billigung des Königs Bhumibol Adulyadej, der selbst das Kriegsrecht verhängte, Sarit den Titel „Verteidiger von Bangkok“ und das Recht verlieh, Dekrete im Namen des Königs gegenzuzeichnen. Der König ließ erklären, dass er „wohlwollend festgestellt“ habe, dass „das Ziel der Revolutionären Partei, das Volk zu schützen, das Wohlergehen der Nation zu gewährleisten und den Wohlstand des Landes zu fördern, vornehm sei.“
Während der Politikwissenschaftler Thak Chaloemtiarana einschätzt, dass der König wohl keine andere Wahl gehabt habe, als sich Sarits Putsch zu fügen, vertritt der Bhumibol-Biograph Paul Handley, dass die Schnelligkeit, mit der der Monarch seinen Segen erteilte, für dessen Komplizenschaft in dem Staatsstreich spreche. Mitglieder des Kronrats nahmen Kontakt zu den Botschaften westlicher Länder auf, um diese zu vergewissern, dass Sarit ein zuverlässiger Royalist und Antikommunist war und die volle Unterstützung des Palasts genoss.
Anschließend hielt sich Feldmarschall Sarit zunächst im Hintergrund, er setzte die Verfassung wieder in Kraft und ließ Neuwahlen abhalten. Der Revolutionsrat löste sich zunächst wieder auf. Die Unionistische Partei (Sahaphum), die die Putschführer gegründet hatten, gewann die Wahlen allerdings nur knapp. Sarits Vertrauter Thanom Kittikachorn wurde Ministerpräsident einer instabilen Regierung. Auch die Gründung der „National-Sozialistischen Partei“ (Chat Sangkhomniyom), mit der das Regierungslager bislang unabhängige Abgeordnete zum Überlaufen bewegen wollte, brachte keine größere Stabilität. Bei Nachwahlen im März 1958 erlitt die Partei eine Niederlage.

## Revolutionsrat nach dem Putsch 1958
Am 19. Oktober 1958 kehrte Sarit plötzlich aus England, wo er seine Leberzirrhose hatte behandeln lassen, nach Thailand zurück. Am nächsten Tag besetzten Soldaten die Regierungsgebäude, Thanom trat als Ministerpräsident zurück und der von Sarit geführte Revolutionsrat ergriff die Macht. Thanom stand Sarit als stellvertretender Vorsitzender des Revolutionsrats zur Seite, auch die übrigen Mitglieder waren Militärs. Der Revolutionsrat rief das Kriegsrecht aus, setzte die Verfassung außer Kraft und löste die Nationalversammlung auf. Das Amt des Ministerpräsidenten blieb bis zum 9. Februar 1959 vakant. Der Revolutionsrat regierte durch Dekrete – insgesamt 57 – die er „Bekanntmachungen“ und „Anordnungen“ nannte. Mutmaßliche Kommunisten wurden massenhaft verhaftet wie auch Zeitungsredakteure. Versammlungen von mehr als fünf Personen waren verboten. Buchläden wurden geschlossen und Gewerkschaften bekämpft. Diese autoritären Maßnahmen waren nach Äußerungen Sarits notwendig, um dem aufkommenden Kommunismus und der Subversion im Lande entschlossen entgegenzutreten. Zugleich erklärte der Revolutionsrat, weiterhin treu zur Monarchie zu stehen.
Der Revolutionsrat verordnete aber auch populärere Maßnahmen: Die Senkung der Strompreises, des Preises für Eiskaffee, Zucker und Kohle, die Versorgung mit kostenlosem Trinkwasser, das Abhalten von Flohmärkten an Sonntagen sowie die Erweiterung der Berufsfelder, die nur von Thai (und nicht von Ausländern) ausgeübt werden durften, von 13 auf 27. Auf diese Maßnahmen reagierten auch andere Organisationen mit Preissenkungen, sei es auf Druck des Revolutionsrats oder freiwillig, um dessen populärem Vorbild nachzueifern. So sanken Telefongebühren, Eisenbahnfahrpreise und Schulgebühren.
Zudem ging Sarit brutal gegen Brandstifter vor, die er in mehreren Fällen an Ort und Stelle zum Tode verurteilte. Im Namen der „Ordnung und Anständigkeit“ (khwam riap-roi) wurden die Straßen der Hauptstadt regelmäßig gereinigt, Bettler vertrieben oder verhaftet. Zudem ging der Revolutionsrat gegen (vermeintliche) Klein- und Bandenkriminelle vor, die er als anthaphan („Ganoven“ oder „Rowdys“) bezeichnete. Sie konnten gemäß Dekret Nr. 21 für 30 Tage inhaftiert werden, ohne dass ihnen eine konkrete Straftat vorgeworfen wurde. Mit Dekret Nr. 43 wurden Korrektionsanstalten eingeführt, in denen „Ganoven“, Prostituierte, aber auch unangepasst auftretende junge Menschen zu einem „anständigen“ Leben erzogen werden sollten.
Am 28. Januar 1959 ließ Sarit eine Übergangsverfassung mit 20 Artikeln in Kraft setzen. Der wichtigste darunter war Artikel 17, der dem Regierungschef praktisch uneingeschränkte Vollmachten verlieh und die Grundlage für seine diktatorische Herrschaft legte. Nach diesem konnte der Ministerpräsident, „wann immer er es als angemessen erachtet[e], zur Unterbindung von Handlungen, die die Sicherheit des Königreichs oder des Throns“ untergruben, Dekrete mit Gesetzeskraft erlassen. Diese galten automatisch als rechtmäßig, niemand konnte dagegen Rechtsmittel einlegen, keine Institution durfte sie überprüfen. Am 9. Februar 1959 ernannte der König Sarit zum Ministerpräsidenten. Der Revolutionsrat wurde daraufhin aufgelöst.